# Коптевичівка
Коптеви́чівка — село в Україні, у Яготинській міській громаді Бориспільського району Київської області. Населення становить 278 осіб.

## Історія
Місцем, де зараз знаходиться с. Коптевичівка, до 1723 року володів курінний отаман с. Лісняків Микола Липський зі своїм братом; це їх була дідизна ще за польських часів зайнята. 28 квітня 1723 р. Микола Липський з жінкою свого брата Василя - Марусею та небожом Гаврилом Василенком цю дідизну, а саме: старинну греблю на річці Чумгаці біля її верхів'я та сіножаті, що розлягалися від пирятинського шляху вниз до цієї греблі, обмежені з усіх чотирьох боків вільним степом продали за 240 золотих війту Переяславському Лаврентію Хомовичу Копцевичу. Того ж року війт поставив на греблі млина. Згодом, 6 грудня 1728 р. гетьманським універсалом Данило Апостол закріпив за Лаврентієм Хомовичем володіння землею. Після смерті батька, його син переяславський сотник Семен Копцевич отримавши в спадок батькові землі став господарювати разом з дружиною Тетяною Яківною Пилипенко та заселяти хутір людьми.
1763 р., коли слідча комісія Розумовського робила огляд земель, то вдова сотника Тетяна Копцевичова вказувала, що вона володіє до свого хутора землею по х. Гречановський Горленка, потім до Богданівки і до Очеретоватої могили. Комісія купчу свекра Копцевичової визнала законною, але не погодилася з тим, щоб Липські продали таку велику простору степу, яка показала Копцевичова. Оставлено Тетяні Копцевичової землі навколо тільки на три версти 17 саж., а решта степу відібрана до м. Яготина. Про населення цього хутора в той час відомостей нема.
1768 р. в х. Копцевичів налічувалося 16 дворів.
В списку наявних у Малоросійській губернії селищ, 1799–1801 років - хутір Копцевицевської Пирятинського повіту, проживало 88 податкові душі.
У результаті проведеної імператором Олександром І у 1803 році адміністративної реформи,  хутір Коптевичівка відходить в склад Полтавської губернії, Черняхівської волості, Пирятинського повіту Малоросійського генерал-губернаторства.
До 1923 року село входило до складу Черняхівської волості Пирятинського повіту Полтавської губернії.
З 1923 по 1932 роки входило до складу Ковалівського району Прилуцької округи Полтавської губернії. З 1932 по 1937 роки - у складі Бирлівського (Ковалівського) району Харківської області.
З 1937 по 1959 роки входило до складу Ковалівського (з 1947 року - Шрамківського) району Полтавської (з 7 січня 1954 - до складу новоствореної Черкаської) області.
При ліквідації Шрамківського району Черкаської області село Коптевичівка передане до складу Яготинського району Київської області.

## Населення

### Мова
Розподіл населення за рідною мовою за даними перепису 2001 року:
| Мова       | Кількість | Відсоток |
| ---------- | --------- | -------- |
| українська | 270       | 97.12%   |
| російська  | 8         | 2.86%    |
| Усього     | 278       | 100%     |